# Rosemarie Whyte
Rosemarie Whyte (née le 8 septembre 1986) est une athlète jamaïcaine spécialiste du 400 mètres.

## Carrière
En 2008, lors des Jeux olympiques de Pékin, elle se classe septième de la finale du 400 m en 50 s 68, avant de remporter, en tant que troisième relayeuse, la médaille de bronze du 4 × 400 m aux côtés de Novlene Williams, Shereefa Lloyd et Shericka Williams. Elle décroche lors de cette même saison son premier titre national sur 400 m.
Le 23 août 2009, elle fait partie de l'équipe jamaïcaine médaillée d'argent des Championnats du monde de Berlin. Le relais, composé également de Novlene Williams, Shereefa Lloyd et Shericka Williams, se classe derrière les États-Unis en 3 min 21 s 15.
En août 2011, à l'occasion du meeting de Londres, Rosemarie Whyte descend pour la première fois de sa carrière sous les 50 secondes en bouclant son tour de piste en 49 s 84. Fin août à Daegu, elle remporte la médaille d'argent du relais 4 × 400 m des Championnats du monde en compagnie de ses compatriotes Davita Prendergast, Novlene Williams-Mills et Shericka Williams. L'équipe jamaïcaine, qui s'incline face aux États-Unis, établit un nouveau record national de la discipline en 3 min 18 s 71.

## Dopage
À la suite du scandale de dopage concernant la Russie, 454 échantillons des Jeux olympiques de Pékin en 2008 ont été retestés en 2016 et 31 se sont avérés positifs dont Anastasiya Kapachinskaya et Tatyana Firova, médaillées d'argent du relais 4 x 400 m. Par conséquent, Whyte et ses coéquipières pourraient se voir attribuer la médaille d'argent de ces Jeux si l'échantillon B (qui sera analysé en juin) se révèle également positif.

## Palmarès
| Date | Compétition           | Lieu    | Résultat | Épreuve   | Temps         |
| ---- | --------------------- | ------- | -------- | --------- | ------------- |
| 2008 | Jeux olympiques       | Pékin   | 7e       | 400 m     | 50 s 68       |
| 2008 | Jeux olympiques       | Pékin   | 2e       | 4 × 400 m | 3 min 20 s 40 |
| 2009 | Championnats du monde | Berlin  | 2e       | 4 × 400 m | 3 min 21 s 15 |
| 2011 | Championnats du monde | Daegu   | 2e       | 4 × 400 m | 3 min 18 s 71 |
| 2012 | Jeux olympiques       | Londres | 7e       | 400 m     | 50 s 79       |
| 2012 | Jeux olympiques       | Londres | 2e       | 4 × 400 m | 3 min 20 s 95 |

## Records
| Épreuve | Performance | Lieu       | Date           |
| ------- | ----------- | ---------- | -------------- |
| 200 m   | 22 s 74     | Salamanque | 8 juillet 2009 |
| 400 m   | 49 s 84     | Londres    | 6 août 2011    |